# 古川武彦
古川 武彦（ふるかわ たけひこ、1940年 - ）は、日本の気象学者。学位は、理学博士（九州大学・論文博士・1980年）（学位論文「山岳波に関する研究」）。

## 略歴
滋賀県生まれ。1961年気象庁研修所高等部（現気象大学校）卒。1968年東京理科大学理学部物理学科卒業。気象庁航空気象管理課長、予報部予報課長、札幌管区気象台長、（財）日本気象協会技師長、気象コンパス代表。1980年「山岳波に関する研究」で九州大学より理学博士の学位を取得。専門は、気象学・気象予報技術。

## 著書
- 『わかりやすい天気予報の知識と技術』オーム社 1998
- 『気象予報士試験キーワードで学ぶ受験対策』東京堂出版 2007
- 『人と技術で語る天気予報史 数値予報を開いた〈金色の鍵〉』東京大学出版会 2012
- 『気象庁物語 天気予報から地震・津波・火山まで』中公新書 2015
- 『避難の科学 気象災害から命を守る』東京堂出版 2015
- 『天気予報はどのようにつくられるのか』ベレ出版 2019
- 『図解・天気予報入門　ゲリラ豪雨や巨大台風をどう予測するのか』講談社ブルーバックス 2021
- 『日本の気象観測と予測技術史』丸善出版 2024

### 共編著
- 『気象予報士試験学科演習』天気予報技術研究会編 新田尚,稲葉征男共著 オーム社 2000
- 『アンサンブル予報 新しい中・長期予報と利用法』酒井重典共著 東京堂出版 2004
- 『図解・気象学入門 原理からわかる雲・雨・気温・風・天気図』大木勇人共著 講談社ブルーバックス 2011
- 『現代天気予報学 現象から観測・予報・法制度まで』室井ちあし共著 朝倉書店 2012
- 『雲のコレクション 雲を見る、知る、集める』岩槻秀明共著 文・写真 洋泉社 2013
- 『ビジュアル 地球を観測するしくみ 気象・海洋・地震・火山』加納裕二,浜田信生,藤井郁子共著 文・写真 朝倉書店 2023

### 翻訳
- ドナルド・アーレン『最新気象百科』監訳 椎野純一,伊藤朋之訳 丸善 2008

## 論文
- <古川武彦